# Parafia św. Brata Alberta w Gdańsku

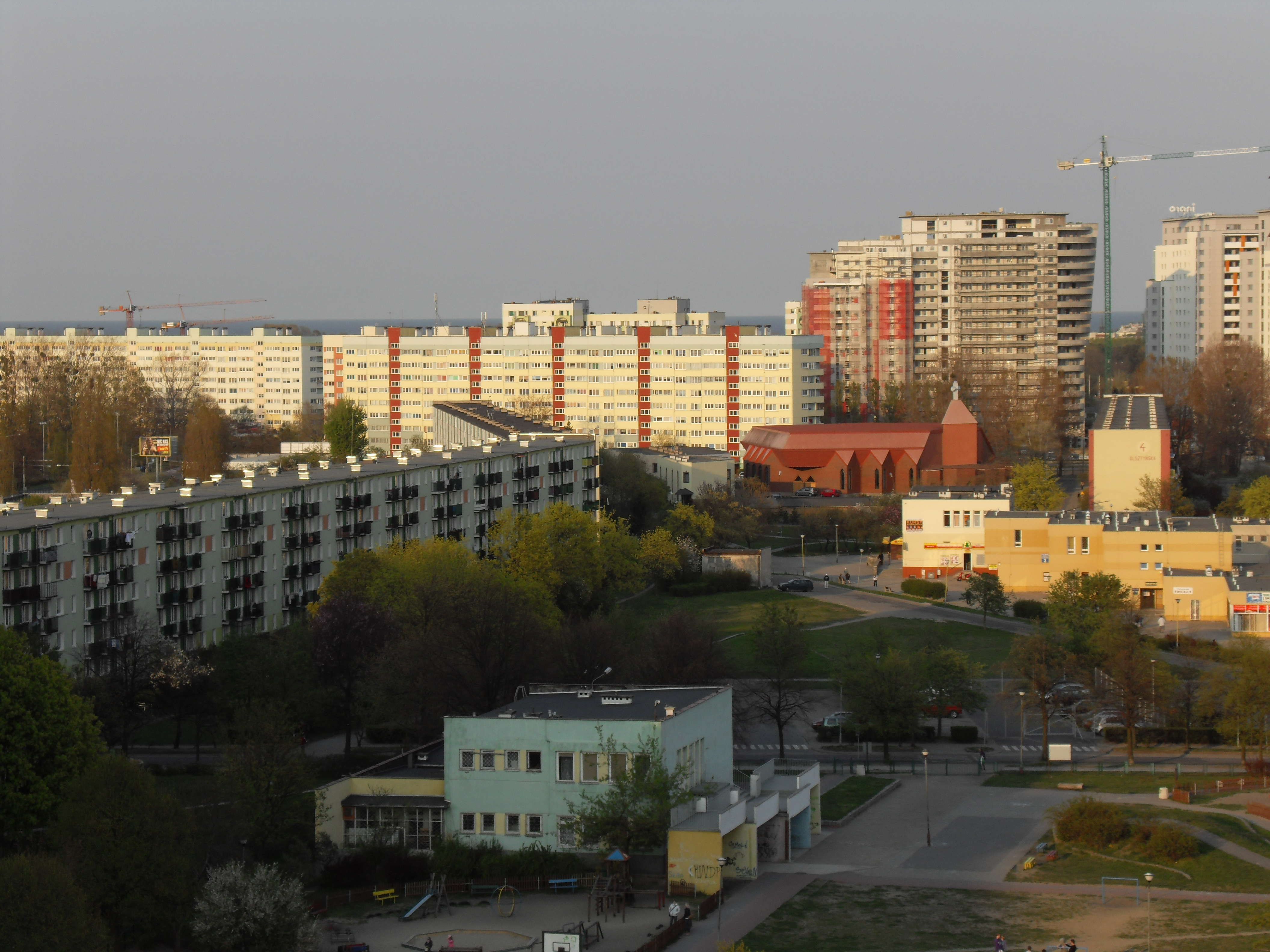
Kościół parafialny pw. św. Brata Alberta (widok z falowca przy al. Rzeczypospolitej 1)

Parafia św. Brata Alberta w Gdańsku – rzymskokatolicka parafia usytuowana w gdańskiej dzielnicy Przymorze Wielkie przy ulicy Olsztyńskiej. Wchodzi w skład dekanatu Gdańsk Przymorze, który należy do archidiecezji gdańskiej.
Decyzją arcybiskupa metropolity gdańskiego – Sławoja Leszka Głódzia, z dnia 25 czerwca 2015 parafia została mianowania siedzibą dekanatu.

## Historia
15 grudnia 1987 ordynariusz gdański – Tadeusz Gocłowski CM, dekretem biskupim erygował i ustanowił parafię po wydzieleniu z parafii NMP Królowej Różańca Świętego. Objęła ona północno-wschodnią część Przymorza (kwartał między ul. Jagiellońską, Lecha Kaczyńskiego, Kołobrzeską i Chłopską, osiedle Biały Dwór).
- 1988 – zostaje wybudowana na potrzeby kultu Bożego prowizoryczna kaplica pw. św. Brata Alberta oraz salki katechetyczne i bibliotekę im. ks. Jerzego Popiełuszki;
- W latach 1990–1996 – wybudowany zostaje Kościół parafialny – aut. inż. arch. Stefana Grochowskiego, przy współudziale prof. Jerzego Ziółki;
- 1993 – ukończono budowę domu parafialnego;
- 17 czerwca 1997 – Konsekracja kościoła, której dokonał Tadeusz Gocłowski CM – arcybiskup metropolita gdański;
- 2003 – od stycznia przy parafii znajduje się klasztor sióstr betanek[2][3].

### Kościół parafialny
Kościół na planie prostokąta, z charakterystycznymi harmonijkowymi ścianami bocznymi, imitującymi kaplice boczne, przykryty samonośnym płaskim dachem, wspartym jedynie na ścianach bocznych. Wnętrze jednonawowe w ulokowanym od strony wschodniej prezbiterium znajduje się krzyż z figurą Jezusa Ukrzyżowanego w otoczeniu obrazów Matki Bożej Częstochowskiej i patrona kościoła, w północno-wschodniej ścianie jedyny w kościele ołtarz boczny, poświęcony Jezusowi Miłosiernemu.

## Filatelistyka
W 2017 z okazji Roku Adama Chmielowskiego – Poczta Polska wyemitowała znaczek z fragmentem płaskorzeźby z kościoła św. Brata Alberta na gdańskim Przymorzu – aut. Adama Piaska i Marcina Sobczaka. Projektantami znaczka byli Andrzej i Teresa Sowińscy. Wydrukowano 360 tys. szt. o nominale: 2,60 zł.

## Proboszczowie
- 1987–2001: ks. kan. mgr Eugeniusz Stelmach[6][7][8][9]
- od 1 VII 2001: ks. kan. mgr Grzegorz Stolczyk[10]
  - kapelan Aktywów PKN Orlen S.A. na Pomorze od 23 IX 2022
  - członek Komisji ds. Sztuki i Budownictwa Sakralnego w archidiecezji od 6 IV 2022
  - członek Rady Kapłańskiej i Kolegium Konsultorów od 17 I 2022
  - dziekan od 25 VI 2015